# Bohuslav Brabec
Bohuslav Brabec (16. července 1926 Závist – 26. listopadu 2008 Závist), římskokatolický kněz, kaplan Jeho Svatosti, byl farářem v Radostíně nad Oslavou.

## Život
Narodil se v Závisti, malé osadě mezi Olším nad Oslavou a Velkým Meziříčím (ve farnosti Netín). Dne 16. dubna 1950 byl v Brně vysvěcen na kněze (spolu s ním byl vysvěcen další pozdější nositel titulu Monsignore, Josef Hladík). Působil v Třebíči na Jejkově, Zbýšově u Brna, Kuřimi, Prosiměřicích, Znojmě a nakonec ve Šlapanicích u Brna.
V letech 1958–1960 byl vězněn. Po návratu z vězení nesměl čtyři roky působit v duchovní správě. Až v roce 1964 mohl být ustanoven kaplanem v Hodoníně a posléze v Čejkovicích. Následně byl též zastupujícím duchovním správcem farnosti Dambořice. V letech 1972–1992 působil v Telči, kde se mj. zasloužil o obnovu církevních památek, za což mu město Telč v roce 1992 udělilo čestné občanství.
V roce 1992 byl ustanoven farářem v Radostíně nad Oslavou, odkud také administroval farnost v Pavlově. V roce 2000 jej papež Jan Pavel II. jmenoval kaplanem Jeho Svatosti. V roce 2008 zemřel, je pochován v Netíně.